# Vladimir Kondrašin
Vladimir Petrovič Kondrašin (in russo Владимир Петрович Кондрашин?; Leningrado, 14 gennaio 1929 – San Pietroburgo, 23 dicembre 1999) è stato un allenatore di pallacanestro sovietico.
È anche noto con la traslitterazione Vladimir Kondrashin.

## Carriera
Da giocatore e da allenatore di club ha militato nello Spartak di Leningrado. Come allenatore della Nazionale di pallacanestro dell'Unione Sovietica vinse la medaglia d'oro alle Olimpiadi di Monaco di Baviera del 1972 in una famosa finale contro gli Stati Uniti d'America.

## Palmarès
- Campionato sovietico: 1

Spartak Leningrado: 1974-75
- Coppa delle Coppe: 2

Spartak Leningrado: 1972-73, 1974-75